# 全国高等学校野球選手権大会 (島根県勢)
全国高等学校野球選手権大会における島根県勢の成績について記す。

## 大会結果
| 大会                  | 代表校                                         | 試合結果                                       | 試合結果                                       | 成績                                           |
| --------------------- | ---------------------------------------------- | ---------------------------------------------- | ---------------------------------------------- | ---------------------------------------------- |
| 1917年（第3回大会）   | 杵築中（山陰・初出場）                         | 1回戦                                          | ○ 6 - 3 長崎中                                 | ベスト4                                        |
| 1917年（第3回大会）   | 杵築中（山陰・初出場）                         | 準々決勝                                       | ○ 4x - 3 長野師範（延長10回）                  | ベスト4                                        |
| 1917年（第3回大会）   | 杵築中（山陰・初出場）                         | 準決勝                                         | ● 2 - 3 愛知一中                               | ベスト4                                        |
| 1921年（第7回大会）   | 杵築中（山陰・4年ぶり2回目）                   | 2回戦                                          | ● 8 - 17 釜山商                                | 初戦敗退                                       |
| 1922年（第8回大会）   | 島根商（山陰・初出場）                         | 1回戦                                          | ○ 7 - 5 佐賀中                                 | ベスト8                                        |
| 1922年（第8回大会）   | 島根商（山陰・初出場）                         | 準々決勝                                       | ● 0 - 2 神戸商                                 | ベスト8                                        |
| 1923年（第9回大会）   | 松江中（山陰・初出場）                         | 2回戦                                          | ○ 9 - 3 仙台一中                               | ベスト4                                        |
| 1923年（第9回大会）   | 松江中（山陰・初出場）                         | 準々決勝                                       | ○ 5 - 4 函館商                                 | ベスト4                                        |
| 1923年（第9回大会）   | 松江中（山陰・初出場）                         | 準決勝                                         | ● 3 - 7 和歌山中                               | ベスト4                                        |
| 1931年（第17回大会）  | 大社中（山陰・10年ぶり3回目）                  | 2回戦                                          | ○ 12 - 11 京城商                               | ベスト8                                        |
| 1931年（第17回大会）  | 大社中（山陰・10年ぶり3回目）                  | 準々決勝                                       | ● 4 - 22 小倉工                                | ベスト8                                        |
| 1937年（第23回大会）  | 大田中（山陰・初出場）                         | 1回戦                                          | ● 5 - 9 呉港中                                 | 初戦敗退                                       |
| 1940年（第26回大会）  | 松江商（山陰・18年ぶり2回目）                  | 1回戦                                          | ○ 3x - 2 北海中（延長14回）                    | 2回戦                                          |
| 1940年（第26回大会）  | 松江商（山陰・18年ぶり2回目）                  | 2回戦                                          | ● 1 - 3 東邦商（延長11回）                     | 2回戦                                          |
| 1946年（第28回大会）  | 松江中（山陰・23年ぶり2回目）                  | 2回戦                                          | ○ 11 - 8 敦賀商                                | ベスト8                                        |
| 1946年（第28回大会）  | 松江中（山陰・23年ぶり2回目）                  | 準々決勝                                       | ● 0 - 2 下関商                                 | ベスト8                                        |
| 1957年（第39回大会）  | 松江商（東中国・17年ぶり3回目）                | 1回戦                                          | ● 5 - 10 大宮                                  | 初戦敗退                                       |
| 1958年（第40回大会）  | 益田産（初出場）                               | 1回戦                                          | ● 1 - 4 松阪商                                 | 初戦敗退                                       |
| 1959年（第41回大会）  | 大田（西中国・22年ぶり2回目）                  | 1回戦                                          | ● 0 - 10 倉敷工                                | 初戦敗退                                       |
| 1960年（第42回大会）  | 大社（西中国・29年ぶり4回目）                  | 1回戦                                          | ● 0 - 2 静岡                                   | 初戦敗退                                       |
| 1961年（第43回大会）  | 大社（西中国・2年連続5回目）                   | 1回戦                                          | ○ 9 - 1 札幌商                                 | 2回戦                                          |
| 1961年（第43回大会）  | 大社（西中国・2年連続5回目）                   | 2回戦                                          | ● 0 - 4 法政二                                 | 2回戦                                          |
| 1963年（第45回大会）  | 大社（2年ぶり6回目）                           | 1回戦                                          | ● 2 - 6 相可                                   | 初戦敗退                                       |
| 1968年（第50回大会）  | 浜田（初出場）                                 | 1回戦                                          | ○ 2x - 1 甲府一（延長10回）                    | 2回戦                                          |
| 1968年（第50回大会）  | 浜田（初出場）                                 | 2回戦                                          | ● 1 - 4 静岡商                                 | 2回戦                                          |
| 1970年（第52回大会）  | 江津工（西中国・初出場）                       | 1回戦                                          | ○ 2 - 0 鹿児島商工                             | 2回戦                                          |
| 1970年（第52回大会）  | 江津工（西中国・初出場）                       | 2回戦                                          | ● 1 - 6 東邦                                   | 2回戦                                          |
| 1971年（第53回大会）  | 浜田（西中国・3年ぶり2回目）                   | 1回戦                                          | ● 4 - 5 池田                                   | 初戦敗退                                       |
| 1973年（第55回大会）  | 浜田商（初出場）                               | 1回戦                                          | ○ 1 - 0 甲府工                                 | 2回戦                                          |
| 1973年（第55回大会）  | 浜田商（初出場）                               | 2回戦                                          | ● 0 - 3 日田林工                               | 2回戦                                          |
| 1975年（第57回大会）  | 江の川（山陰・初出場）                         | 2回戦                                          | ● 0 - 6 三国                                   | 初戦敗退                                       |
| 1976年（第58回大会）  | 浜田（山陰・5年ぶり3回目）                     | 2回戦                                          | ● 1 - 8 東海大一                               | 初戦敗退                                       |
| 1977年（第59回大会）  | 浜田（山陰・2年連続4回目）                     | 2回戦                                          | ○ 3 - 1 札幌商                                 | 3回戦                                          |
| 1977年（第59回大会）  | 浜田（山陰・2年連続4回目）                     | 3回戦                                          | ● 0 - 5 東洋大姫路                             | 3回戦                                          |
| 1978年（第60回大会）  | 三刀屋（初出場）                               | 2回戦                                          | ● 2 - 10 旭川竜谷                              | 初戦敗退                                       |
| 1979年（第61回大会）  | 浜田（2年ぶり5回目）                           | 1回戦                                          | ○ 12 - 3 久慈                                  | 3回戦                                          |
| 1979年（第61回大会）  | 浜田（2年ぶり5回目）                           | 2回戦                                          | ○ 4 - 3 天理                                   | 3回戦                                          |
| 1979年（第61回大会）  | 浜田（2年ぶり5回目）                           | 3回戦                                          | ● 1 - 2x 城西（延長10回）                      | 3回戦                                          |
| 1980年（第62回大会）  | 浜田（2年連続6回目）                           | 1回戦                                          | ● 2 - 7 大府                                   | 初戦敗退                                       |
| 1981年（第63回大会）  | 浜田（3年連続7回目）                           | 1回戦                                          | ● 3 - 7 福島商                                 | 初戦敗退                                       |
| 1982年（第64回大会）  | 益田（初出場）                                 | 2回戦                                          | ○ 5 - 2 帯広農                                 | 3回戦                                          |
| 1982年（第64回大会）  | 益田（初出場）                                 | 3回戦                                          | ● 0 - 5 中京                                   | 3回戦                                          |
| 1983年（第65回大会）  | 大田（24年ぶり3回目）                          | 2回戦                                          | ● 1 - 3 印旛                                   | 初戦敗退                                       |
| 1984年（第66回大会）  | 益田東（初出場）                               | 1回戦                                          | ● 2 - 3 日大一                                 | 初戦敗退                                       |
| 1985年（第67回大会）  | 大社（22年ぶり7回目）                          | 1回戦                                          | ● 2 - 3 旭川竜谷（延長10回）                   | 初戦敗退                                       |
| 1986年（第68回大会）  | 浜田商（12年ぶり2回目）                        | 1回戦                                          | ● 0 - 1 前橋商                                 | 初戦敗退                                       |
| 1987年（第69回大会）  | 江の川（12年ぶり2回目）                        | 1回戦                                          | ● 0 - 4 横浜商                                 | 初戦敗退                                       |
| 1988年（第70回大会）  | 江の川（2年連続3回目）                         | 2回戦                                          | ○ 9 - 3 伊勢工                                 | ベスト8                                        |
| 1988年（第70回大会）  | 江の川（2年連続3回目）                         | 3回戦                                          | ○ 6 - 3 天理                                   | ベスト8                                        |
| 1988年（第70回大会）  | 江の川（2年連続3回目）                         | 準々決勝                                       | ● 3 - 9 福岡第一                               | ベスト8                                        |
| 1989年（第71回大会）  | 出雲商（初出場）                               | 2回戦                                          | ● 0 - 5 秋田経法大付                           | 初戦敗退                                       |
| 1990年（第72回大会）  | 津和野（初出場）                               | 1回戦                                          | ● 1 - 5 横浜商                                 | 初戦敗退                                       |
| 1991年（第73回大会）  | 益田農林（33年ぶり2回目）                      | 2回戦                                          | ● 4 - 5 竜ヶ崎一                               | 初戦敗退                                       |
| 1992年（第74回大会）  | 大社（7年ぶり8回目）                           | 2回戦                                          | ● 3 - 5 宇都宮南                               | 初戦敗退                                       |
| 1993年（第75回大会）  | 松江第一（初出場）                             | 1回戦                                          | ● 1 - 3 新潟明訓                               | 初戦敗退                                       |
| 1994年（第76回大会）  | 江の川（5年ぶり4回目）                         | 1回戦                                          | ● 5 - 6x 砂川北                                | 初戦敗退                                       |
| 1995年（第77回大会）  | 江の川（2年連続5回目）                         | 1回戦                                          | ● 1 - 7 銚子商                                 | 初戦敗退                                       |
| 1996年（第78回大会）  | 益田東（12年ぶり2回目）                        | 1回戦                                          | ● 7 - 8 東海大菅生                             | 初戦敗退                                       |
| 1997年（第79回大会）  | 浜田（16年ぶり8回目）                          | 1回戦                                          | ● 3 - 4x 秋田商                                | 初戦敗退                                       |
| 1998年（第80回大会）  | 浜田（2年連続9回目）                           | 2回戦                                          | ○ 5 - 2 新発田農                               | ベスト8                                        |
| 1998年（第80回大会）  | 浜田（2年連続9回目）                           | 3回戦                                          | ○ 3 - 2 帝京                                   | ベスト8                                        |
| 1998年（第80回大会）  | 浜田（2年連続9回目）                           | 準々決勝                                       | ● 3 - 4x 豊田大谷（延長10回）                  | ベスト8                                        |
| 1999年（第81回大会）  | 浜田（3年連続10回目）                          | 2回戦                                          | ● 5 - 15 水戸商                                | 初戦敗退                                       |
| 2000年（第82回大会）  | 益田東（4年ぶり3回目）                         | 1回戦                                          | ● 3 - 5 酒田南                                 | 初戦敗退                                       |
| 2001年（第83回大会）  | 開星（8年ぶり2回目）                           | 2回戦                                          | ● 1 - 10 横浜                                  | 初戦敗退                                       |
| 2002年（第84回大会）  | 開星（2年連続3回目）                           | 1回戦                                          | ● 3 - 6 青森山田                               | 初戦敗退                                       |
| 2003年（第85回大会）  | 江の川（8年ぶり6回目）                         | 2回戦                                          | ○ 2 - 0 中越                                   | ベスト4                                        |
| 2003年（第85回大会）  | 江の川（8年ぶり6回目）                         | 3回戦                                          | ○ 1 - 0 沖縄尚学                               | ベスト4                                        |
| 2003年（第85回大会）  | 江の川（8年ぶり6回目）                         | 準々決勝                                       | ○ 2x - 1 聖望学園                              | ベスト4                                        |
| 2003年（第85回大会）  | 江の川（8年ぶり6回目）                         | 準決勝                                         | ● 1 - 6 東北                                   | ベスト4                                        |
| 2004年（第86回大会）  | 浜田（5年ぶり11回目）                          | 2回戦                                          | ○ 8 - 1 鈴鹿                                   | 3回戦                                          |
| 2004年（第86回大会）  | 浜田（5年ぶり11回目）                          | 3回戦                                          | ● 1 - 6 天理                                   | 3回戦                                          |
| 2005年（第87回大会）  | 江の川（2年ぶり7回目）                         | 1回戦                                          | ● 5 - 8 静清工                                 | 初戦敗退                                       |
| 2006年（第88回大会）  | 開星（4年ぶり4回目）                           | 1回戦                                          | ● 2 - 6 日大山形                               | 初戦敗退                                       |
| 2007年（第89回大会）  | 開星（2年連続5回目）                           | 2回戦                                          | ○ 3 - 1 徳島商                                 | 3回戦                                          |
| 2007年（第89回大会）  | 開星（2年連続5回目）                           | 3回戦                                          | ● 3 - 6 楊志館                                 | 3回戦                                          |
| 2008年（第90回大会）  | 開星（3年連続6回目）                           | 1回戦                                          | ● 4 - 5x 本庄一                                | 初戦敗退                                       |
| 2009年（第91回大会）  | 立正大淞南（初出場）                           | 2回戦                                          | ○ 1x - 0 華陵                                  | ベスト8                                        |
| 2009年（第91回大会）  | 立正大淞南（初出場）                           | 3回戦                                          | ○ 4 - 2 東農大二                               | ベスト8                                        |
| 2009年（第91回大会）  | 立正大淞南（初出場）                           | 準々決勝                                       | ● 3 - 11 日本文理                              | ベスト8                                        |
| 2010年（第92回大会）  | 開星（2年ぶり7回目）                           | 1回戦                                          | ● 5 - 6 仙台育英                               | 初戦敗退                                       |
| 2011年（第93回大会）  | 開星（2年連続8回目）                           | 1回戦                                          | ○ 5 - 0 柳井学園                               | 2回戦                                          |
| 2011年（第93回大会）  | 開星（2年連続8回目）                           | 2回戦                                          | ● 8 - 11 日大三                                | 2回戦                                          |
| 2012年（第94回大会）  | 立正大淞南（3年ぶり2回目）                     | 1回戦                                          | ○ 5 - 4 盛岡大付（延長12回）                   | 2回戦                                          |
| 2012年（第94回大会）  | 立正大淞南（3年ぶり2回目）                     | 2回戦                                          | ● 3 - 19 作新学院                              | 2回戦                                          |
| 2013年（第95回大会）  | 石見智翠館（8年ぶり8回目）                     | 1回戦                                          | ● 1 - 4 西脇工                                 | 初戦敗退                                       |
| 2014年（第96回大会）  | 開星（3年ぶり9回目）                           | 1回戦                                          | ● 6 - 7 大阪桐蔭                               | 初戦敗退                                       |
| 2015年（第97回大会）  | 石見智翠館（2年ぶり9回目）                     | 2回戦                                          | ● 5 - 6x 興南                                  | 初戦敗退                                       |
| 2016年（第98回大会）  | 出雲（初出場）                                 | 1回戦                                          | ● 1 - 6 智弁学園                               | 初戦敗退                                       |
| 2017年（第99回大会）  | 開星（3年ぶり10回目）                          | 1回戦                                          | ● 0 - 9 花咲徳栄                               | 初戦敗退                                       |
| 2018年（第100回大会） | 益田東（18年ぶり4回目）                        | 1回戦                                          | ● 7 - 8 常葉大菊川                             | 初戦敗退                                       |
| 2019年（第101回大会） | 石見智翠館（4年ぶり10回目）                    | 1回戦                                          | ● 4 - 6 高岡商                                 | 初戦敗退                                       |
| 2020年（第102回大会） | （新型コロナウイルス感染症流行による大会中止） | （新型コロナウイルス感染症流行による大会中止） | （新型コロナウイルス感染症流行による大会中止） | （新型コロナウイルス感染症流行による大会中止） |
| 2021年（第103回大会） | 石見智翠館（2大会連続11回目）                  | 2回戦                                          | ○ 4 - 3 弘前学院聖愛                           | ベスト8                                        |
| 2021年（第103回大会） | 石見智翠館（2大会連続11回目）                  | 3回戦                                          | ○ 5x - 4 日大山形                              | ベスト8                                        |
| 2021年（第103回大会） | 石見智翠館（2大会連続11回目）                  | 準々決勝                                       | ● 1 - 9 智弁和歌山                             | ベスト8                                        |
| 2022年（第104回大会） | 浜田（18年ぶり12回目）                         | 2回戦                                          | ○ 5 - 3 有田工                                 | 3回戦                                          |
| 2022年（第104回大会） | 浜田（18年ぶり12回目）                         | 3回戦                                          | ● 3 - 9 下関国際                               | 3回戦                                          |
| 2023年（第105回大会） | 立正大淞南（11年ぶり3回目）                    | 2回戦                                          | ● 3 - 8 広陵                                   | 初戦敗退                                       |
| 2024年（第106回大会） | 大社（32年ぶり9回目）                          | 1回戦                                          | ○ 3 - 1 報徳学園                               | ベスト8                                        |
| 2024年（第106回大会） | 大社（32年ぶり9回目）                          | 2回戦                                          | ○ 5 - 4 創成館（延長10回TB）                   | ベスト8                                        |
| 2024年（第106回大会） | 大社（32年ぶり9回目）                          | 3回戦                                          | ○ 3x - 2 早稲田実（延長11回TB）                | ベスト8                                        |
| 2024年（第106回大会） | 大社（32年ぶり9回目）                          | 準々決勝                                       | ● 2 - 8 神村学園                               | ベスト8                                        |
| 2025年（第107回大会） | 開星（8年ぶり11回目）                          | 1回戦                                          | ○ 6x - 5 宮崎商（延長10回TB）                  | 2回戦                                          |
| 2025年（第107回大会） | 開星（8年ぶり11回目）                          | 2回戦                                          | ● 2 - 6 仙台育英                               | 2回戦                                          |

## 通算成績
| 出場 | 試合 | 勝利 | 敗戦 | 引分 | 勝率 | 優勝 | 準優勝 | ベスト4 | ベスト8 |
| ---- | ---- | ---- | ---- | ---- | ---- | ---- | ------ | ------- | ------- |
| 68   | 104  | 36   | 68   | 0    | .346 | 0    | 0      | 3       | 8       |

## 学校別成績
| 校名       | 出場 | 直近出場 | 勝敗    | 最高成績 | 前身校           |
| ---------- | ---- | -------- | ------- | -------- | ---------------- |
| 浜田       | 12回 | 2022年   | 8勝12敗 | ベスト8  |                  |
| 石見智翠館 | 11回 | 2021年   | 7勝11敗 | ベスト4  | 江の川           |
| 開星       | 11回 | 2025年   | 3勝11敗 | 3回戦    | 松江第一         |
| 大社       | 9回  | 2024年   | 7勝9敗  | ベスト4  | 杵築中・大社中   |
| 益田東     | 4回  | 2018年   | 0勝4敗  | 初戦敗退 |                  |
| 立正大淞南 | 3回  | 2023年   | 3勝3敗  | ベスト8  |                  |
| 松江商     | 3回  | 1957年   | 2勝3敗  | ベスト8  | 島根商           |
| 大田       | 3回  | 1983年   | 0勝3敗  | 初戦敗退 | 大田中           |
| 松江北     | 2回  | 1946年   | 3勝2敗  | ベスト4  | 松江中           |
| 浜田商     | 2回  | 1986年   | 1勝2敗  | 2回戦    |                  |
| 益田翔陽   | 2回  | 1991年   | 0勝2敗  | 初戦敗退 | 益田産・益田農林 |
| 益田       | 1回  | 1982年   | 1勝1敗  | 3回戦    |                  |
| 江津工     | 1回  | 1970年   | 1勝1敗  | 2回戦    |                  |
| 三刀屋     | 1回  | 1978年   | 0勝1敗  | 初戦敗退 |                  |
| 出雲商     | 1回  | 1989年   | 0勝1敗  | 初戦敗退 |                  |
| 津和野     | 1回  | 1990年   | 0勝1敗  | 初戦敗退 |                  |
| 出雲       | 1回  | 2016年   | 0勝1敗  | 初戦敗退 |                  |